# 김동규 (1932년)
김동규(1932년 10월 24일~2009년 4월 11일)는 대한민국의 정치인이다. 제12·13대 국회의원을 지냈다.

## 역대 선거 결과
|  | 55.56% |

|  | 33.24% |

|  | 26.47% |

| 전임 황병태 | 제4대 통일민주당 정책위원회 의장 1989년 8월 25일~1990년 1월 22일 | 후임 (해산) |